# Marcilly-d’Azergues

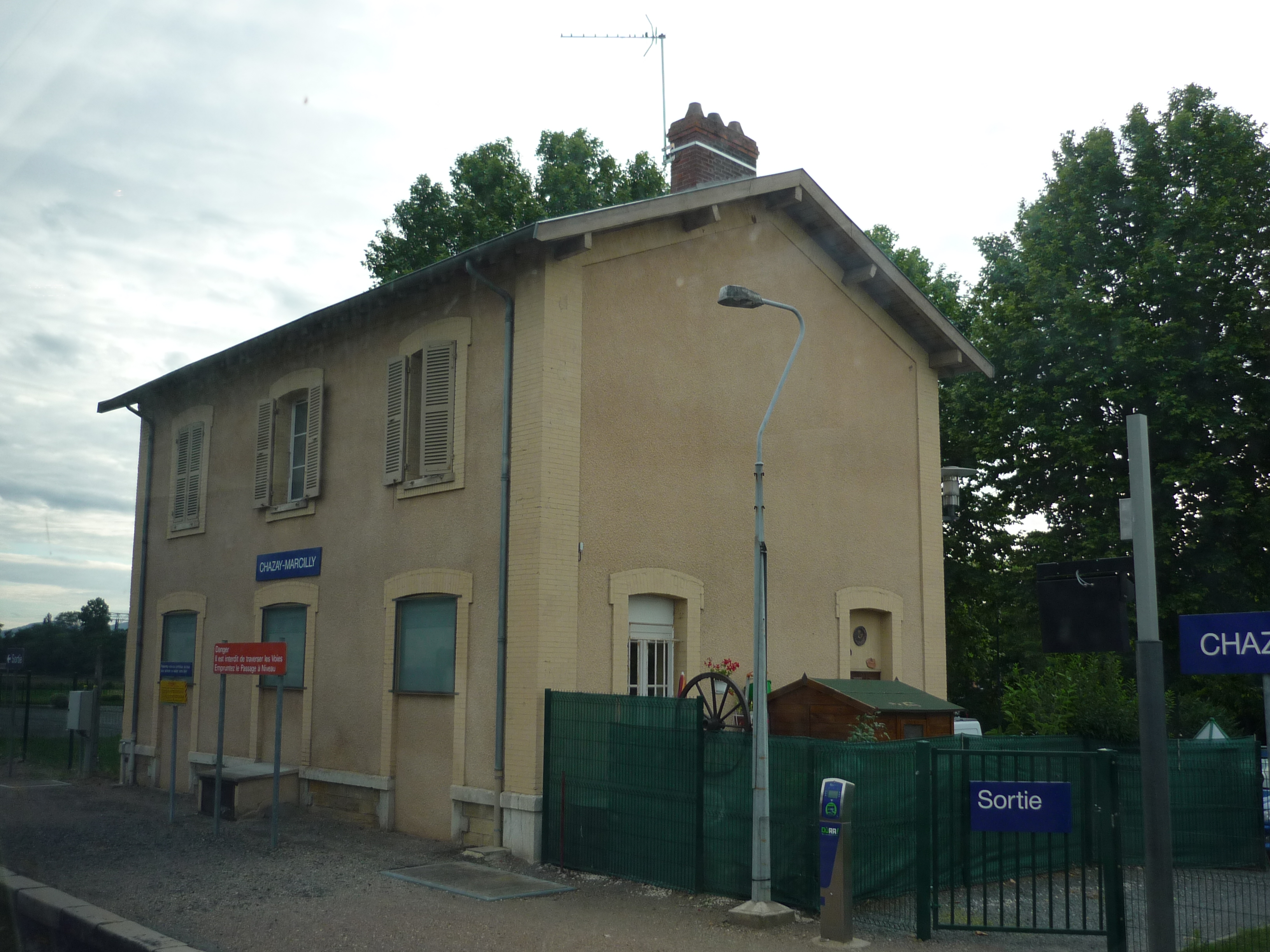
Stacja kolejowa w Marcilly-d’Azergues, 2011

Marcilly-d’Azergues – miejscowość i gmina we Francji, w regionie Owernia-Rodan-Alpy, w departamencie Rodan.
Według danych na rok 1990 gminę zamieszkiwały 714 osoby, a gęstość zaludnienia wynosiła 171 osób/km² (wśród 2880 gmin regionu Rodan-Alpy Marcilly-d’Azergues plasuje się na 970. miejscu pod względem liczby ludności, natomiast pod względem powierzchni na miejscu 1576.).